# 병역문제대책위원회 사건
병역문제대책위원회 사건(兵役問題對策委員會事件)은 1979년 2월 9일 결성된 병역문제대책위원회 관련자가 1979년 한해 동안 연행된 사건이다.

## 사건의 진행
1969년 삼선 개헌 반대운동이 거세게 일어나자 이 반대운동의 주도적인 학생들을 강제 입영 후, 1971년 학원에서 교련실시에 대한 학생들의 반대운동이 전국적으로 확산되자 같은해 10월 15일, 위수령 발동 후 200여명의 학생들이 제적된 후 강제 입영이 되었다. 유신 헌법 체제 이후에도 많은 학생과 청년들이 강제 입영의 대상이 되었는데, 긴급조치 제9호 발표 직전에 대량 석방되었던 이들까지 즉시 입영 조치가 되었다. 이들은 '특수사병'으로 분류되어 상관과 보안사 요원의 감시를 받았으며, 박정희 정권은 대학생의 유신 반대투쟁을 효과적으로 억제할 방안으로 민주화운동에 참여한 학생들을 입대시켜 사회로부터 격리시키는 것이었다.
긴급조치 9호 이후 학생 시위가 계속되면서 투옥 학생들이 증가하자 당국은 수형자까지 입영시키고자 하였는데, 병역법에 의하면 수형자는 보충역으로 편입시키도록 되어있었지만 긴급조치 수형자는 병무사범에 준하여 3년 미만의 형을 복역한 자는 다시 현역으로 입영시킬 것이라는 변칙적인 조치를 통해 긴급조치 위반 혐의로 수감 후 석방된 학생 운동세력을 강제로 입대시켜 3년 이상 사회로부터 격리하기로 하였다. 이로 인해 긴급조치 9호 위반으로 형을 산 이들이 출감과 동시에 입대해야 하는 사태가 발생하기 시작했다.
1978년 12월, 형 만기일이 얼마 남지 않은 학생들과 이미 석방시켰던 학생들 109명에게 특별사면령을 내리고 입영통지서를 발부하였다. 복교와 복권은 이루어지지 않은채 입영통지서가 발부되자, 긴급조치 위반으로 구속되었다가 석방된 학생들은 1979년 2월 9일 병역문제대책위원회를 결성하고, 석방 학생들에 대한 보복적 징집 조치에 항의하는 내용의 성명서를 발표하였다. 그들은 성명서에서 정치적인 이유로 부당 징집을 강행하는 것에 불응할 것이고, 군 복무를 기피하고자 하는 것이 아니며, 사면조치가 복교·복권이 아닌 현역 입영이라면 사면장을 반환하고 재투옥도 불사할 것이라고 주장하였다. 같은해 3월 3일에는 호남지역에서도 병역문제대책위원회 호남지부를 조직하여 성명서를 발표하였다.
이 성명서에서는 "입영처분의 철회, 병역의 의무를 정치적으로 악용하지 말것, 퇴학·제명·제적·정학된 학생들을 전원 복교시킬 것"을 요구하는 내용이 있다. 이후 입영조치 거부운동에 들어갔으며, 이들 주장에 동조하는 NCC 인권위원회, 해직 교수, 가톨릭 정의구현전국사제단, 엠네스티 한국지부, 양심범가족협의회 등에서 지지성명을 발표했다.
당국은 병역거부자들의 주장에 대응할 명분이 마땅치 않자, 3월 8일 '병역기피에 관한 범죄단체 결성' 혐의로 병역문제대책위원회 호남지부 위원장 백계윤의 연행을 시작으로 대책위원 8명을 차례로 연행, 서울지부 위원장 이범영을 수배하였다. 그리고 석방학생들의 현역입영 처분 철회와 구속된 위원들의 석방을 요구하는 내용의 선언문을 발표해 당국의 부당성을 지속적으로 알렸다. 10월 12일에 민주청년협의회(민청협) 주최로 개최예정이던 ‘긴급조치 수형학생에 대한 병역문제 공청회’가 10월 8일 주최자들이 연행되어 무산되었다.

## 같이 보기
- 양심적 병역거부
- 병역 기피
- 긴급조치
- 녹화사업 (제5공화국)